# Finanze del granduca
Finanze del granduca (Die Finanzen des Großherzogs) è un film muto del 1924 diretto da Friedrich Wilhelm Murnau.
La sceneggiatura, tratta dal romanzo Storhertigens finanser di Frank Heller, è firmata dallo stesso Heller e da Thea von Harbou.

## Trama
Il Granducato di Abacco, pesantemente indebitato, si trova su una piccola isola: l'intero ducato è impegnato a favore dell'usuraio Marcowitz. L'unica speranza è rappresentata dal matrimonio con la granduchessa Olga, il cui fratello però si oppone fermamente. In questo quadro, appare l'uomo d'affari Bekker, che fa un'offerta per acquistare un pezzo del granducato in cui ha trovato delle riserve di zolfo. Ma per il disappunto del suo ministro delle finanze, Don Paqueno, il granduca rifiuta l'offerta perché non vuol vedere i suoi sudditi faticare in una miniera.
A sorpresa arriva però una lettera della granduchessa Olga, nella quale ella dichiara la sua intenzione di sposare il granduca - pur senza averlo mai visto - in quanto era rimasta colpita dal comportamento del granduca in occasione del salvataggio di un equipaggio naufragato. Nella lettera gli promette anche di impegnarsi a rimettere in ordine le finanze del granduca. Nel frattempo Bekker assolda dei balordi per preparare un'insurrezione contro il granduca.
Intanto altrove l'avventuriero Phillip Collins si incontra con un candidato al parlamento, il signor Isaaks, il quale gli confessa che alcune sue lettere d'amore erano finite nelle mani del ricattatore Marcowitz. Collin si offre di aiutarlo. Parallelamente anche il granduca scopre dal suo ministro delle finanze che la lettera della granduchessa Olga era finita anch'essa nelle mani di Marcowitz, nel tentativo di usare la lettera come una garanzia per il pagamento dei debiti: lettera che Marcowitz non aveva restituito. Collins con uno stratagemma fa allontanare Marcowitz di casa, entra nel suo appartamento dal camino e trafuga le lettere di Isaaks. Casualmente s'imbatte anche nella lettera della granduchessa e si prende anche quella, lasciando nell'armadio una copia che si affretta a scrivere sul posto. Restituite le lettere a Isaaks, Collin richiede una ricompensa di 50.000 sterline, con le quali acquisterà gli ormai privi di valore titoli di stato di Abacco, causando così uno shock in borsa.
Segretamente, il granduca ed il suo ministro delle finanze salpano alla volta della terra ferma, nel tentativo di trovare la granduchessa. Intanto, mentre Collins si sta godendo il suo colpo in borsa seduto ad un caffè, una sconosciuta lo raggiunge al tavolo, pregandolo di fingere di essere il suo fidanzato. Il giorno dopo Collins capisce che si tratta di una ricca nobile.
I giornali del giorno scrivono, oltre che delle notizie di borsa, anche del colpo di Stato ad Abacco e della misteriosa scomparsa del granduca. Mentre tutti sono preoccupati dell'evoluzione delle cose, il granduca è divertito dal pensiero che Marcowitz che si sarebbe precipitato ad Abacco per poter riavere il suo denaro. Olga, Collins, il granduca ed il suo ministro delle finanze, tutti sotto mentite spoglie, si incontrano in albergo ed intraprendono insieme il viaggio in nave verso Abacco. Marcowitz non riesce a raggiungere la nave dello stesso granduca ma riesce a convincere (tramite la lettera della granduchessa) a farsi trasportare dalla nave del granduca di Russia.
Il granduca e Collins ritornano al castello, colgono di sorpresa l'autoproclamatosi nuovo presidente di Abacco e lo mettono fuori uso insieme ai suoi scagnozzi. Bekker riesce ad evitare la sconfitta della rivoluzione, mettendo fuori gioco il granduca: i cospiratori cominciano i preparativi per l'impiccagione del granduca. Arriva anche Olga che scopre che il suo compagno di viaggio altri non era che il granduca, e si offre di riscattarlo dai rivoluzionari. Sulla scena arriva però anche suo fratello, che invece esige l'impiccagione del granduca per lavare l'onta di aver usato una lettera d'amore di sua sorella come pegno per i suoi debiti. Olga guarda la lettera e riconosce che si tratta di un falso; nello stesso momento Collins allunga l'originale della stessa al granduca, che riesce così a discolparsi. Il granduca di Russia ordina l'immediato matrimonio e Collins brinda al suo successo.

## Produzione
Il film fu prodotto dall'Universum Film (UFA) e venne girato in Germania (Neubabelsberg, Potsdam e agli Ufa-Atelier di Berlin-Tempelhof) e in Dalmazia, nell'isola di Arbe, a Spalato, a Zara e a Cattaro. Le riprese durarono dal maggio al giugno 1923.

## Distribuzione
Distribuito dall'Universum Film (UFA), uscì nelle sale cinematografiche tedesche il 7 gennaio 1924 presentato in prima a Berlino all'Ufa-Palast am Zoo.
La pellicola è stata masterizzata da una copia restaurata in 35 mm stampata dalla Cineteca Italiana di Milano, dalla Cineteca di Bologna e dal Münchner Stadtmuseum Filmmuseum con licenza della Friedrich-Wilhelm-Murnau-Stiftung.